# Psalter-getijdenboek van Yolande van Soissons
Het Psalter-getijdenboek van Yolande de Soissons is een verlucht handschrift dat gemaakt werd in Amiens omstreeks het einde van de 13e eeuw (ca. 1280-1299). Het is een van de vroegste voorbeelden van het Psalter-getijdenboek. Het handschrift wordt nu bewaard in het in de Morgan Library & Museum in New York als MS M. 729.

## Beschrijving

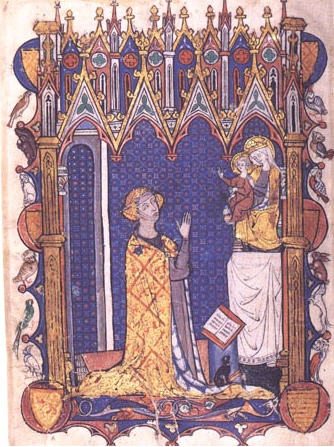
Psalter-getijdenboek van Yolande de Soissons, f232v, Yolande van Soissons in gebed voor een beeld van de Heilige Maagd met Kind.

Het handschrift is samengesteld uit 434 perkamenten folia. De folia meten 182 bij 134 mm. De tekst, in het Latijn met enkele gebeden in het Picardisch, is geschreven in een kolom met 19 lijnen per blad. Hij is geschreven in een gotische textura. Het officie van de heilige Michaël (ff. 404-434) werd pas in 1390 toegevoegd toen het handschrift in het bezit was van Charles de Poitiers, bisschop van Poitiers.
Het handschrift bevat 40 volbladminiaturen, 66 grote gehistorieerde initialen en 24 kalender illustraties. 6 pagina’s zijn voorzien van een gedecoreerde marge met wapenschilden, kleine taferelen en drôlerieën.
Er waren drie scribenten bij het handschrift betrokken. De eerste schrijft in een vrij compacte gotische fraktura. Vanaf f201 (na het psalter en de kantieken bij het psalter) is er een tweede schrijver aan het werk, herkenbaar aan het streepje in plaats van een punt boven de ‘i’. Het officie van de Heilige Micael is van een 14e-eeuwse hand.

## Herkomst
De kalender is opgesteld voor gebruik van Amiens. In het Mariagetijde komen we naast het gebruik van Amiens versies van gebeden tegen die typisch zijn voor Reims en een dat gebruikt werd in Parijs. Het dodenofficie is voor gebruik van Doornik.
De kunsthistorici nemen over het algemeen aan dat het handschrift gemaakt werd in Amiens voor Yolande de Soissons, burggravin van Soissons, dame van Coeuvres, gehuwd met Bernard V van Moreuil. Dat het handschrift voor een vrouw gemaakt werd blijkt uit de Franse gebeden.
In 1390 was het handschrift, volgens een notitie op f434v, in het bezit van Charles de Poitiers, bisschop van Poitiers. Daarna duikt het op in de verzameling van William Young Ottley (1771-1836). In mei 1838 wordt het verkocht bij Sotheby's in Londen aan de boekhandelaars Payne and Foss. Die verkopen het manuscript op hun beurt aan Robert Stayner Holford van Dorchester House in London. In 1927 wordt het aangekocht van George Holford door de Morgan Library, deel van het huidige Pierpont Morgan Museum.
In ‘The Grove Encyclopedia of Medieval Art and Architecture, Part I’, wordt gesteld dat de eerste eigenares van het getijdenboek gedeelte de Comtesse de la Table, dame de Coeuvres, de tweede vrouw van Raoul, graaf van Soissons was. Dat zou dan later in het bezit gekomen zijn van haar stiefdochter Yolande de Soissons en haar echtgenoot Bernard de Moreuil, die het dan lieten uitbreiden met een psalter. Deze these wordt door enkele andere kunsthistorici ondersteund.

## Inhoud
Dit boek is een mooi voorbeeld van een 13e-eeuws psalter-getijdenboek dat de psalmen, de Mariagetijden en andere gebeden combineerde en zijn eigenaar een compleet boek voor de privédevotie verschafte.
Het boek bevat:
- ff. 1v-7r: Zeven afbeeldingen die het psalter voorafgaan
- ff. 8r-13v: Kalender (voor gebruik[3] van Amiens)
- ff. 14r-15v: Gebeden tot Christus
- ff. 16r-179rv: psalter
- ff. 179v-193v: kantieken. en gebeden
- ff. 202v-222v: Diverse gebeden waaronder enkele in het Picardisch
- ff. 223r-309r: De Getijden van de Heilige Geest en het Kleine Officie van Onze Lieve Vrouw waarvan beurtelings een gebedstonde volgt. De suffragia (gebeden tot de heiligen) volgen op de lauden van het Mariagetijde en gaan de priem van het Heilige Geest getijde vooraf.
- ff. 310v-f344r: Morgengebed tot het kruis en de passiegetijden
- ff. 345v-354r: De boetepsalmen
- ff. 354v-388r: Het dodenofficie
- ff. 388v-403v: Psalter van de heilige Hiëronymus
- ff. 404r-433v/ Getijden van de heilige aartsengel Michael (14-eeuwse toevoeging)

## Verluchting
Het handschrift is zeer rijkelijk verlucht, elk belangrijk onderdeel begint met een bladgrote miniatuur en elke belangrijke tekst met een gehistorieerde initiaal. Daarnaast zijn er nog talloze kleine bewoonde of versierde initialen en wordt er overal gebruik gemaakt van lijnvullers. De gewone hoofdletters zijn uitgevoerd als gekleurde lombardes. De pagina’s met een gehistorieerde initiaal zijn ook telkens voorzien van een omkadering uit staven, versierd met wapenschilden en geometrische motieven. Op en rond het kader zijn scènes en figuurtjes geschilderd, mensen, dieren en drôlerieën.

### Artiesten
Er waren twee artiesten betrokken bij de realisatie van het manuscript; voorbeelden van het werk van de betere van de twee zijn de miniaturen op f4v, f5r, f15r, f40r, f55v, f70v, f71r, f85v en f319r. Hij besteedde meer zorg aan de modellering van handen en gewaden en creëerde daardoor effecten van luchtigheid en beweging. Zijn palet bevatte meer grijs, zelfs in de vleeskleur, hij gebruikte nauwelijks primaire kleuren en zijn gebruik van minium of loodmenie was zeer beperkt. De gezichten die hij schilderde, zijn vrij divers en zeer expressief. Zijn assistent die vooral de randdecoratie en verscheidene gehistorieerde initialen schilderde, gebruikte veel minium, blauw en wit en nauwelijks groen. Een van zijn volbladminiaturen is de ‘geboorte van Christus’ op f246v, we zien duidelijk dat hier minder zorg aan is besteed.

### Losstaande miniaturen
Buiten het psalter en de getijden zijn enkele volbladminiaturen toegevoegd die geen directe relatie hebben met de tekst. Vooraan in het handschrift vinden we:
- f1v: Yolande de Soissons, haar echtgenoot en twee zoons. sommige onderzoekers zien hierin een openingsscène uit het boek Ruth.[6]
- f2r: De heilige Franciscus predikend voor de vogels
- f3r: De inventie van het lichaam van de heilige Firminus, patroonheilige van Amiens
- f4v: Een kruisiging
- f5r: Christus in majesteit
- f6v: Noli me tangere
- f7r: De nederdaling ter helle
- f15r: Het zweetdoek van de heilige Veronica

### Kalender
De kalender bevat een bladzijde per maand. Bovenaan elke bladzijde vindt men een kort vers uit een gedicht van Beda Venerabilis uit het begin van de 8e eeuw. Deze versjes laten toe de “slechte” dagen of dies aegyptiacae van de maand af te leiden. De eerst genoemde dag in het vers telt men vanaf het begin van de maand, de tweede vanaf het einde van de maand. Verder bestaat de kalender uit de klassieke elementen. Elke pagina heeft vijf kolommen met het numerus aureus (1), de zondagsletter (2), het nummer (3) en type (4) van de dag uitgedrukt volgens het Romeinse systeem met kalenden, nonen en iden. De vijfde kolom bevat de heilige die op die dag herdacht wordt of het vaste feest dat die dag gevierd wordt. In de ‘KL’ titel die met geschilderde letters is uitgewerkt, vinden we binnen de ‘L’ een kleine miniatuur die de activiteiten van de maand illustreert. Elke bladzijde is versierd met een kleine miniatuur aan de rechterzijde van de tabel, met het symbool van de dierenriem. De kalendertabellen zijn omkadert met balken met geometrische versieringen en talloze wapenschilden.

### Psalmen
Het psalter is onderverdeeld in acht secties (beginnend met psalm 1, 26, 38, 52, 68, 80, 97 en 109). Deze psalmen (vanaf psalm 26) worden ingeleid met een bladgrote miniatuur met scènes uit het leven van Christus. De psalm zelf begint met een gehistorieerde initiaal. De psalmen binnen de secties beginnen met een bewoonde initiaal van drie lijnen hoog. De versalen beginnen met een gekleurde lombarde. Blanco spaties aan het einde van een vers worden opgevuld met lijnvullers. De lijst van miniaturen volgt hierna:
- psalm 1: Beatus vir
  - f. 16r. Gehistorieerde initiaal ‘B’: boven: David speelt orgel: onder David kijkend naar Goliath die in de marge rechtsonder is afgebeeld.
- psalm 26: Dominus illuminatio mea
  - f. 39v: Volbladminiatuur: Christus op de tinnen van de tempel met de duivel onderaan (tweede bekoring)
  - f. 40r, Gehistorieerde initiaal ‘D’, David in gebed tot God
- psalm 38: Dixit custodiam vias meas
  - f. 55v: Volbladminiatuur: Christus op een bergtop met de duivel onderaan (derde bekoring)
  - f. 56r, Gehistorieerde initiaal ‘D’, geknielde David kijkend naar Christus boven hem in de wolken
- psalm 52: Dixit insipiens in cordo suo
  - f. 70v: Volbladminiatuu: de opwekking van Lazarus
  - f. 71r: Gehistorieerde initiaal ‘D’, gek met een stok en etend van een broodje
- psalm 68: Salve me fac
  - f. 85v: Volbladminiatuur: het mirakel van de vermenigvuldiging van de broden
  - f. 86r: Gehistorieerde initiaal ‘S’, boven: Christus met een wereldbol; onder: David in het water
- psalm 80: Exultate Deo adjutari nostro
  - f. 104v: Volbladminiatuur: Christus geneest de blindgeborene
  - f. 105r, Gehistorieerde initiaal ‘E’, David speelt op een klokkenspel
- psalm 97: Cantate Domino canticum novum
  - f. 122v: Volbladminiatuur: Christus en de overspelige vrouw
  - f. 123r, Gehistorieerde initiaal ‘C’, drie priesters zingen de mis
- psalm 109: Dixit dominus domino meo
  - f. 141v: Volbladminiatuur: het doopsel van Christus
  - f. 142r, Gehistorieerde initiaal ‘D’, God de Vader en Christus

### Getijden
Op de eerste twee gebedsstonden na zijn worden alle gebedsstonden ingeleid met een bladgrote miniatuur en de tekst zelf begint dan met een grote gehistorieerde initiaal. In de suffragia beginnen de teksten met een gehistorieerde initiaal van zes lijnen hoog die de heilige of een gebeurtenis uit zijn leven voorstelt. De bladzijden met versierde initialen zijn volledig omkadert, versierd met wapenschilden en in de marges zijn talrijke drôlerieën en grotesken getekend. De volbladminiaturen zijn geplaatst in een kader van gotische architectuur versierd met wapenschilden en allerlei marginalia.
- ff. 223r: Metten van het Heilige Geest getijde
- ff. 228v: Lauden van het Heilige Geest getijde
  - f228v: gehistorieerde initiaal met de twaalf apostelen
- ff. 232v-246r: Metten van het Mariagetijde
  - f232v: volbladminiatuur: Yolande van Soissons geknield in gebed voor een gedrapeerd altaar met daarop een beeld van de Maagd Maria met Kind.
  - f233d: gehistorieerde initiaal met de annunciatie
- ff. 246v-253r: Lauden van het Mariagetijde
  - f246v: volbladminiatuur; de geboorte van Christus
  - f247r: gehistorieerde initiaal met de besnijdenis van Christus
- ff. 253v: Suffragia
  - f253v: gehistorieerde initiaal met een genadestoel (Heilige Drievuldigheid)
  - f254r: gehistorieerde initiaal van de Heilige Drievuldigheid
  - f254v1: gehistorieerde initiaal met twee geknielde heiligen in gebed voor een kruis
  - f254v2: gehistorieerde initiaal met twee engelen
  - f255r: gehistorieerde initiaal met Johannes de Doper
  - f255v1: gehistorieerde initiaal met annunciatie
  - f255v2: gehistorieerde initiaal met de apostelen Petrus en Paulus
  - f256r: gehistorieerde initiaal met de evangelist Johannes
  - f256v1: gehistorieerde initiaal met de apostel Andreas
  - f256v2: gehistorieerde initiaal met zeven apostels waaronder Petrus
  - f257r1: gehistorieerde initiaal met de steniging van de heilige Stephanus
  - f257r2: gehistorieerde initiaal met de marteldood van de heilige Laurentius
  - f258v: gehistorieerde initiaal met de heilige Nicasius van Reims
  - f258r1: gehistorieerde initiaal met de marteldood van een mannelijke heilige
  - f258r2: gehistorieerde initiaal met de heilige Martinus van Tours die zijn mantel verdeelt
  - f258v: gehistorieerde initiaal met de heilige Nicolaas van Myra met twee(!) geredde kinderen in een tobbe
  - f259r1: gehistorieerde initiaal met de heilige Eligius van Noyon
  - f259r2: gehistorieerde initiaal met drie heilige belijders en een heilige bisschop in gebed
  - f259v: gehistorieerde initiaal met Maria Magdalena, afbeelding van het ‘noli me tangere’
  - f260r1: gehistorieerde initiaal met de heilige Agatha van Catania
  - f260r2: gehistorieerde initiaal met de heilige Catharina van Alexandrië
  - f260v: gehistorieerde initiaal met de heilige Elizabeth van Hongarije
  - f261r: gehistorieerde initiaal met de heilige Ursula en de 11.000 maagden
  - f261v1: gehistorieerde initiaal vier vrouwelijke heiligen waarbij twee martelaressen
  - f261v2: gehistorieerde initiaal de marteldood van een onbekende mannelijke heilige
  - f262r: gehistorieerde initiaal met Sint Jacob de Meerdere
  - f262v: gehistorieerde initiaal met de heilige Margareta van Antiochië
  - f263r: gehistorieerde initiaal met de heilige Maurus van Glanfeuil
- ff. 264v-267r: Priem van het Heilige Geest getijde
  - f264v: volbladminiatuur; de schepping van hemel en aarde
  - f265r: gehistorieerde initiaal met een groep van knielende apostelen
- ff. 267v-272r: Priem van het Mariagetijde
  - f268r: gehistorieerde initiaal met de drie wijzen bij Herodes
- ff. 272v-275r: Terts van het Heilige Geest getijde
  - f272v: volbladminiatuur; de schepping van planten en bomen
  - f273r: gehistorieerde initiaal met een voorstelling van Pinksteren
- ff. 275v-279r: Terts van het Mariagetijde
  - f275v: volbladminiatuur; de aanbidding van de wijzen
  - f276r: gehistorieerde initiaal met de droom van de drie wijzen
- ff. 279v-282r: Sext van het Heilige Geest getijde
  - f279v: volbladminiatuur; schepping van hemel en aarde
  - f280r: gehistorieerde initiaal met de hh. Petrus en Paulus predikend
- ff. 282v-286r: Sext van het Mariagetijde
  - f282v: volbladminiatuur; de presentatie in de tempel
  - f283r: gehistorieerde initiaal met de vlucht naar Egypte
- ff. 286v-288r: None van het Heilige Geest getijde
  - f286v: volbladminiatuur; schepping van vogels en dieren
  - f287r: gehistorieerde initiaal met de heilige Petrus die een lamme geneest
- ff. 288v: Gebed tot de heilige Christoffel
  - f288vv: volbladminiatuur; de heilige Christoffel
- ff. 289v-293r: None van het Mariagetijde
  - f289v: volbladminiatuur; parabel van de zaaier
  - f290r: gehistorieerde initiaal met de vlucht naar Egypte en een vernield afgodsbeeld
- ff. 293v-296r: Vespers van het Heilige Geest getijde
  - f293v: volbladminiatuur; de schepping van Eva
  - f293r: gehistorieerde initiaal met de drie hebreeuwen in de oven
- ff. 296v-302r: Vespers van het Mariagetijde
  - f296v: volbladminiatuur; de moord op de onnozele kinderen
  - f297r: gehistorieerde initiaal met Christus discuterend met de schriftgeleerden
- ff. 302v-305r: Completen van het Heilige Geest getijde
  - f302v: volbladminiatuur; God rust na de schepping
  - f303r: gehistorieerde initiaal met de opwekking uit de doden van Tabitha door Petrus
- ff. 305v-309r: Completen van het Mariagetijde
  - f305v: volbladminiatuur; de dood van Maria
  - f306r: gehistorieerde initiaal met de kroning van de Heilige Maagd

### Passiegetijden
In de passiegetijden vinden we ook telkens een volbladminiatuur en een gehistorieerde initiaal voor elke gebedsstond.
- Metten:
  - f310v: De intrede in Jeruzalem
  - f311r: Christus wast de voeten van Petrus
- Lauden
  - volbladminiatuur ontbreekt
  - f315r: Het hoofd van Johannes de Evangelist
- Priem
  - f319v: Het Laatste Avondmaal
  - f320r: De wake in de Olijfhof
- Terts
  - f323v: Het verraad van Judas
  - f324r: Christus bespot en geslagen
- Sext
  - volbladminiatuur ontbreekt
  - f328r: De kruisdraging
- None
  - f332v: De kruisiging
  - f333r: Gebouwen storten in door de aardbeving bij de dood van Christus
- Vespers
  - f337v: De kruisiging
  - f338r: De kruisafname
- Completen
  - f341v: De graflegging
  - f342r: De drie Maria’s bij het graf

### Boetepsalmen
- f345v: Volbladminiatuur met een kruisiging
- f346r: Gehistorieerde initiaal: David biddend in een put op een berg

### Dodenofficie
- f354v: Volbladminiatuur: Allegorische afbeelding van de geschiedenis van Barlaam en Josaphat
- f355r: Gehistorieerde initiaal: Priesters dragen een dodenmis op

### Psalter van de heilige Hiëronymus
- f388v: Volbladminiatuur, de heilige
- f389r: Gehistorieerde initiaal: De heilige Hiëronymus schrijvend